# 板庙镇
板庙乡，是中华人民共和国四川省巴中市平昌县下辖的一个乡镇级行政单位。2020年5月，撤销青凤镇，将原青凤镇和原元石镇柏垭村所属行政区域划归板庙镇管辖。

## 行政区划
板庙乡下辖以下地区：
望山村、西角村、龙王村、石桥村、红云村、康坪村、白石村、大石村、凉水村和板子庙村。